# Innatmar
Innatmar lub Finnat Mar – legendarny zwierzchni król Irlandii z dynastii Milezjan (linia Emera) w latach 87–84 p.n.e. Syn Niada Sedamaina („Niezwykłych Bogactw”), zwierzchniego króla Irlandii.
Objął, według średniowiecznej irlandzkiej legendy i historycznej tradycji, władzę po śmierci swego poprzednika, Rudraige’a I Mora („Wielkiego”) mac Sithrige z milezjańskiej linii Ira, syna Mileda, w wyniku plagi. Są rozbieżności w źródłach, co do czasu jego rządów. Roczniki Czterech Mistrzów podały dziewięć, Księga najazdów Irlandii („Lebor Gabála Érenn”) i Roczniki z Clonmacnoise trzy lata rządów. Zginął z ręki Bressala I Bodiobada („Pozbawionego Krów”), króla Ulsteru i syna Rudraige’a I Mora. Pozostawił po sobie syna Lugaida Luaigne’a, przyszłego mściciela śmierci ojca oraz zwierzchniego króla Irlandii.